# عيون مشرقة (فلم 1934)
عيون مشرقة (بالإنجليزية: Bright Eyes) هو فيلم أبيض وأسود درامي كوميدي أمريكي إنتاج عام 1934 من إخراج ديفيد بتلر، يستند سيناريو ويليام كونسلمان إلى قصة ديفيد بتلر وإدوين جيه بيرك يدور القيلم حول عائلة تستقبل فتاة يتيمة بإصرار من عمها الثري العفوي ، حتى عندما يقاتل عرابها الطيار المخلص من أجل الحضانة. حصلت تيمبل على جائزة الأوسكار المصغرة في 27 فبراير 1935، لمساهماتها في مجال الترفيه السينمائي في عام 1934، خاصة لفيلم ليتل ميس ماركر وفيلم عيون مشرقة. وكانت أول ممثلة طفلة تحصل على جائزة الأوسكار.

## سيناريو
شيرلي بليك البالغة من العمر خمس سنوات ووالدتها الأرملة ماري خادمة، تعيشان في منزل أصحاب عملها، عائلة سميث الغنية والضعيفة أنيتا، جي ويلينجتون، وابنتهما المدللة جوي البالغة من العمر سبع سنوات، والعم نيد الذي يستخدم الكرسي المتحرك. بعد صباح عيد الميلاد، تستقل "شيرلي" رحلة إلى المطار لزيارة أصدقاء والدها الراحل الطيارين. أحضرها الطيارون على متن طائرة وأخذوها بسيارة أجرة حول مدارج الطائرات بينما كانت تغني لهم أغنية "On the Good Ship Lollipop".
في ذلك اليوم قُتلت ماري في حادث مروري. لوب أحد الطيارين والأب الروحي لشيرلي، يأخذ شيرلي على متن طائرة، موضحًا أنهم في الجنة حيث تستريح والدتها الآن. عندما تعلم عائلة سميث بوفاة ماري، يخططون لإرسال شيرلي إلى دار للأيتام. فيما يصر العم نيد على بقاء شيرلي معهم. لجمع الأموال مقابل أتعاب المحاماة، تقبل لوب على مضض عقدًا مربحًا لتسليم عنصر بالطائرة عبر البلاد إلى نيويورك أثناء عاصفة خطيرة. دون علمه، تسللت شيرلي الصغيرة بعيدًا عن منزل عائلة سميث، ووجد طائرته في المطار، واختبأ بالداخل. عندما تفقد طائرتهم السيطرة في عاصفة في البرية، ينزلون بالمظلة معًا ويتم إنقاذهم في النهاية. تم حل المأزق بشأن الحضانة عندما قرر لوب وخطيبته السابقة أديل والعم نيد وشيرلي العيش معًا. يغادر آل سميث قاعة المحكمة في حالة بائسة باستثناء جوي.

## طاقم التمثيل
- شيرلي تيمبل في دور شيرلي بليك، فتاة تبلغ من العمر خمس سنوات وهي ابنة ماري بليك.
- جيمس دن في دور جيمس "لوب" ميريت، طيار أعزب والأب الروحي لشيرلي.
- لويس ويلسون في دور ماري بليك، والدة شيرلي الأرملة التي تعمل خادمة لعائلة سميث.
- جوديث ألين في دور أديل مارتن، وهي شخصية اجتماعية وخطيبة لوب المنفصلة.
- تشارلز سيلون في دور العم نيد سميث، بطريرك عائلة سميث غريب الأطوار الذي لديه حنان تجاه شيرلي.
- ثيودور فون إلتز في دور جيه. ويلينجتون سميث، أحد الأثرياء الجدد المتغطرسين
- دوروثي كريستي في دور أنيتا سميث، زوجة جي ويلينغتون سميث المتغطرسة بنفس القدر.
- جين ويذرز بدور جوي سميث، جيه. ويلينجتون وابنة أنيتا البالغة من العمر سبع سنوات المدللة والبغيضة
- براندون هيرست في دور هيغينز، كبير خدم عائلة سميث
- جين دارويل في دور إليزابيث هيغينز، طباخة عائلة سميثز
- والتر جونسون في دور توماس، سائق عائلة سميثز
- جورج إيرفينغ في دور القاضي طومسون

## روابط خارجية
- Bright Eyes  في قاعدة بيانات الأفلام على الإنترنت (بالإنجليزية)
- Bright Eyes على موقع أول موفي.
- Bright Eyes في قاعدة بيانات تيرنر كلاسيك موفيز للأفلام.
- Bright Eyes على فهرس معهد الفيلم الأمريكي
- Bright Eyes في روتن توميتوز.